# Онтиверо, Октавио
Октавио Дамиан Онтиверо (исп. Octavio Damián Ontivero; род. 28 февраля 2006, Лонгчампс, Буэнос-Айрес) — аргентинский футболист, атакующий полузащитник клуба «Ланус».

## Клубная карьера
Онтиверо — воспитанник клуба «Ланус». 30 мая 2024 года в поединке Южноамериканского кубка против бразильской «Куябы» Октавио дебютировал за основной состав. 9 августа в матче против «Депортиво Риестра» он дебютировал в аргентинской Примере.

## Международная карьера
В 2023 году Онтиверо в составе юношеской сборной Аргентины принял участие в юношеском чемпионате Южной Америки в Эквадоре. На турнире он сыграл в матчах против команд Боливии, Эквадора, Венесуэлы и Парагвая. В том же году Онтиверо принял участие в юношеском чемпионате мира в Индонезии. На турнире он сыграл в матчах против Сенегала, Японии, Польши, Венесуэлы, Бразилии, Германии и Мали.